# Hierodula westwoodi
Hierodula westwoodi är en bönsyrseart som beskrevs av Kirby 1904. Hierodula westwoodi ingår i släktet Hierodula och familjen Mantidae. Inga underarter finns listade i Catalogue of Life.